# Santo André das Tojeiras
Santo André das Tojeiras es una freguesia portuguesa del concelho de Castelo Branco, con 75,09 km² de superficie y  habitantes (2001). Su densidad de población es de 13,8 hab/km².